# Tuzsér SE
Der Tuzsér SE (Tuzsér Sportegyesület) ist ein ungarischer Fußballverein aus Tuzsér, der derzeit in der drittklassigen Nemzeti Bajnokság III spielt.
Der Verein wurde im Jahr 1948 gegründet. Die Vereinsfarben sind Grün-weiß. Das Stadion trägt den Namen Lónyai Kastélykerti pálya und ist mit 1.500 Zuschauerplätzen, davon 350 überdachten Sitzplätzen, ausgestattet.

## Vereinsgeschichte
Der Verein schaffte erstmals in den 1960er Jahren den Aufstieg in die dritte Liga (NB III). Vom Ende der 1980er-Jahre bis zum Jahr 1997 spielte Tuzsér jedoch nur in der unterklassigen Megyei II. osztály, ehe der Aufstieg in die erste Liga des Komitats (Megyei I.o.) gelang.
Im Jahr 2001 ging es dann weiter nach oben, zurück in die 3. Liga des Landes. 2005 wurde die Tisza csoport (Gruppe Tisza) auf Platz 1 beendet, in den Relegationsspielen um den Aufstieg scheiterte Tuzsér jedoch am Putnoki VSE.
Im Jahr 2006 konnte der Erfolg in der Liga wiederholt und der Aufstieg realisiert werden. Mit Platz 6 in der abgelaufenen Zweitliga-Saison 2006/2007 wurde das beste Resultat in der Vereinsgeschichte erreicht.